# Traian Borcescu
Traian Borcescu (n. 22 noiembrie 1899 - ? a fost un ofițer în cadrul Serviciului Special de Informații(SSI), șeful Secției a II-a Contrainformații, având gradul de locotenent-colonel.(aprilie 1941 - 23 august 1944). În arhiva SRR există un interviu acordat de Traian Borcescu, datând din iulie 1999.)

## Notă biografică și activitate militară
Traian Borcescu s-a născut la data de 22 noiembrie 1899, în comuna Cireșanu, pe atunci în jud. Buzău, azi satul Cireșanu în com. Baba Ana, jud. Prahova. Majoritatea carierei militare și-a desfășurat-o în structurile informative ale armatei. Ca și în cazul altor ofițeri din serviciile de informații, nu se cunosc prea multe detalii privind parcursul profesional. În anul 1937, pe când avea gradul de căpitan, și domiciliul în Ploiești, este citat în cadrul unui proces de executare silită.
Începând din 1938 și până la 1 aprilie 1941, a activat în cadrul Biroului de Contrainformații Militare al Marelui Stat Major, Secția a II-a. La 1 aprilie 1941, a fost detașat în cadrul Serviciului Special de Informații (SSI), prezentându-se efectiv la post în data de 1 mai 1941, activând în cadrul acestui serviciu până la data de 10 noiembrie 1944. La începutul activității în cadrul Serviciului Special de Informații a fost detașat de către directorul general SSI, Eugen Cristescu, la Agentura Frontului de Sud, având funcția de ajutor al lt.-col. Nicolai Trifon, șef al Agenturii, apoi la Secretariatul Serviciului și în fine, la Secția Contrainformații..
La Agentura Frontului de Sud, Borcescu coordona activitatea rezidențelor de spionaj din țările vizate de Agentură – Bulgaria, Iugoslavia, Albania, Grecia și Turcia și, se ocupa de direcția "Studii" a celor trei școli de agenți de teren ale Frontului. În preajma declanșării războiului împotriva Uniunii Sovietice, Eugen Cristescu l-a numit șef al Secretariatului SSI, până la 1 decembrie 1941. După această dată este numit șef al Secției Contrainformații, ultima funcție deținută în calitate de militar, activând    până la data de 10 octombrie 1944. Conform cu Borcescu, obiectivele secției de contrainformații erau identificarea și supravegherea activității partidelor politice legale și ilegale existente pe teritoriul țării; cunoașterea ideologiei, doctrinei și a preocupărilor acestora, a atitudinii față de factorul constituțional și față de guvern, a modului de acțiune și a punctului lor de vedere în diferite probleme de stat.
La începutul anului 1943, Borcescu a mediat o întâlnire între Georges Daurant, agent secret englez, și Eugen Cristescu, vizând eliberarea din arestul german a șefului rețelei de  spionaj britanice ce activa pe teritoriul României, Alexandru Eck, și mutarea lui într-o închisoare românească, pentru a nu fi executat. În vare anului 1944, cu câteva luni înainte de lovitura de stat de la 23 august 1944, Borcescu a fost chemat la Marele Stat Major, unde i s-a solicitat, fără știrea lui Eugen Cristescu, colaborarea la acțiunile ce urmăreau scoaterea României din alianța cu Germania. În dimineața zilei de 23 august 1944, conform declarațiilor ulterioare, Borcescu a fost informat despre cursul pe care aveau să-l ia evenimentele, dar nu l-a informat despre acestea și pe șeful său direct, Eugen Cristescu, temându-se că acesta îl va anunța pe Ion Antonescu, care va trece la măsuri represive. După arestarea lui Antonescu și refugierea lui Eugen Cristescu în afara Capitalei, Borcescu a preluat în mod temporar, până în data de 26 august 1944, conducerea serviciului. El a furnizat Comandamentului Militar al Capitalei lista cu numerele de telefon ale oficialilor germani, care au fost imediat decuplate de la centrală. Ulterior s-a prezentat la Palat și apoi la Iuliu Maniu, liderul Partidului Național-Țărănesc, pentru "noi ordine". A mers și la Marele Stat Major, unde i s-a ordonat să treacă la arestarea oficialilor germani. După 23 august 1944, Traian Borcescu a contribuit la eliberarea din arest a unor salariați ai SSI, arestați în urma unor campanii de presă, arătând că această colaborare s-a desfășurat în interesul țării, exact cum în acel moment trebuiau să colaboreze cu serviciile similare sovietice. Erau vizate în primul rând cadrele de conducere ale SSI, mai precis cele care colaboraseră cu germanii, documentele din arhivă, dar și fonduri de valută ale serviciului. A obținut de asemenea deblocarea fondurilor pentru plata salariilor. Singurii protejați au fost agenții care lucrau direct în agenturile externe și a căror listă fusese dată englezilor în 1943, tot de către Borcescu. În calitate de director general-interimar al SSI (23-26 august 1944), Borcescu a fost ultimul oficial român care, din dispoziția lui Constantin Sănătescu și a lui Grigore Niculescu-Buzești, la 28 august 1944, a purtat o scurtă discuție Ion Antonescu, arestat în acel moment.
După lovitura de stat de la 23 august 1944, odată cu ocuparea țării de către trupele sovietice, Frontul de Est, structură informativă a SSI, destinată să culeagă informații despre sovietici, a fost desființată, Traian Borcescu, din ordinul generalului Constantin Sănătescu președintele Consiliului de Miniștri, a organizat în secret o Grupă Specială, destinată să îi urmărească pe comuniștii eliberați din închisori, dar și legăturile lor cu reprezentanții Armatei Roșii. În vederea succesului acestei operațiuni strict secrete, el s-a consultat și cu reprezentantul spionajului american din România, care a contribuit cu suma de un milion de lei la aceată acțiune. Respectiva Grupă Specială nu funcționa oficial ca parte componentă a SSI, ci ca structură aparte. Agenții ei au primit din partea americanilor, la cererea lui Borcescu, documente de identitate false care atestau că sunt funcționari ai serviciilor de informații Aliate. Ei trebuiau să furnizeze date despre mișcările forțelor sovietice în România. Activitatea acestui Grup Special a durat până la 6 martie 1945, când, în urma preluării puterii de către guvernul dr. Petru Groza, această structură informativă a fost desființată.
În noiembrie 1944, Borcescu a fost detașat pe lângă cabinetul ministrului Petru Groza. La 26 martie 1945, a fost arestat împreună cu alți ofițeri agenți din Grupa Specială. A fost arestat în casa lui Emil Bodnăraș, unul din personajele cheie în perioada instalării regimului comunist în România, unde era invitat la masă. Ulterior, a fost transferat la Moscova, unde a fost anchetat timp de două săptămâni în faimosul penitenciar Lubianka. La 23 august 1945 a fost eliberat, tot la intervenția lui Emil Bodnăraș, dar a rămas sub supravegherea SSI, care depindea deja de guvernul de comunist. A fost arestat din nou în data de 26 mai 1949 și, condamnat la închisoare pe viață, pentru culpa: „activitate intensă contra clasei muncitoare”, fiind vizată evident, înființarea acelei grupe speciale.
Borcescu a fost eliberat pe 13 aprilie 1964, grațiat prin Decretul nr. 411/1964. După eliberare, a fost angajat ca magazioner la întreprinderea de panificație Spicul, până la pensionare. După evenimentele din decembrie 1989, a fost înaintat la gradul de colonel în retragere.

## Traian Borcescu în documente de istorie orală
În iulie 1999, Mariana Conovici și Octavian Silivestru, de la Societatea Română de Radiodifuziune au realizat un interviu cu Traian Borcescu, în care acesta precizează anumite amănunte privind distanțarea sa de politica mareșalului Ion Antonescu:
„Ion Antonescu era convins că Hitler nu mai putea opri ofensiva armatei sovietice. Pe 4 martie 1944 ies la raport, însoțit de Eugen Cristescu (directorul Serviciul Special de Informații), prezentându-i situația precară a frontului și mai ales greutatea situației interne, lipsurile de tot felul și dorința de pace a poporului. Toate argumentele au fost susținute cu indicarea precisă a surselor de informații. Ion Antonescu s-a înfuriat mai mult pe mine (), fața i s-a congestionat și s-a repezit cu o violență care pentru un moment ne-a descumpănit pe amândoi, și pe mine și pe Eugen Cristescu: "Cum vă permiteți să-mi sugerați ieșirea din război?" Adresându-se apoi către mine, continuă: "Te împușc! Pe toți vă împușc dacă vă aud vorbind astfel! Bagă-ți mințile în cap odată pentru totdeauna și să nu mai veniți la mine cu o astfel de propunere!" Eu, ca militar, l-am rugat să-mi permită să plec pe front. "Să stai acolo unde te-am pus!", spuse mareșalul. ”

## Traian Borcescu în arhivele CNSAS
Arhivele CNSAS conțin numeroase documente privind activitatea lui Borcescu în cadrul Serviciului Special de Informații. O notă datând din 27 septembrie 1944, adresată Ministerului de Război, solicită oprirea campaniei de presă contra serviciului, care condusese la arestarea unor agenți și șefi de departamente. Campania începuse în data de 19 septembrie 1944, atunci când Generalul Aurel Aldea, noul ministru de interne, ceruse arestarea tuturor ofițerilor și agenților SSI, care, în totalitatea lor, ar fi colaborat foarte strâns cu Gestapoul german.  Borcescu precizează clar atribuțiile SSI, ca și ale funcționarilor acestui serviciu:
„În legătură cu arestarea lui Eugen Cristescu, s-au strecurat în ziare o serie de informațiuni false, cu privire la caracterul și misiunile ce le-a avut Serviciul Special de Informații. [...] 1. Serviciul Special de Informații n-a fost, propriu-zis, niciodată o sucursală a Gestapo-ului și nu a lucrat sub ordinele sau inspirațiile Gestapo-ului. 2. Serviciul Special de Informații a fost un serviciu de informații al Statului Român, care n-a avut o aparatură de instrumentare pe teren și a cărei activitate s-a limitat la procurarea de informațiuni militare și civile, potrivit ordinelor și instrucțiunilor ce le primea de la Conducătorul Statului, numai Șeful Serviciului. 3. Una din misiunile principale ale Serviciului Special de Informații a fost de a supraveghea activitatea legionarilor, precum și acțiunea dusă pe toate căile de către forțele oculte germane de la noi din țară. [...] 4. Serviciul Special de Informații nu a participat sub nici o formă la atrocitățile, crimele de război sau crimele politice, la măsuri de constrângere etc., ci, din contră, a denunțat conducerii Statului fapte, ori de câte ori a avut posibilitatea să o facă.[...] Ofițerii de legătură ai Serviciului au fost: - Lt. Colonel Ionescu Micandru, cu Abwerstelle; - Lt. Colonel Proca Alexandru, cu Legația Germană. [...] Aceasta fiind situația reală, am onoare a vă ruga să binevoiți a aprecia dacă nu este cazul să fie adusă și la cunoștința Domnului Ministru de Război, pentru a se interveni prin Cenzura Militară spre a se interzice în campania de presă pornită acele pasagii care lovesc în prestigiul Serviciului Special de Informații și care, totodată, sunt de domeniul fanteziei.”
(document citat în )

## Depozițiile în cadrul procesului Pogromului de la Iași
Eliberat în data de 23 august 1945, în urma intervenției lui Emil Bodnăraș, în data de 12 noiembrie 1945, lt.-col. Traian Borcescu a fost audiat de către  Acuzatorul Public Dumitru Zelea Săracu, în legătură cu activitatea sa în cadrul Serviciului Special de Informații. În cadrul acestei depoziții, lt.-col. Traian Borcescu face o serie de afirmații privind presupusa participare a unor cadre de conducere ale SSI la Pogromul de la Iași din 27-29 iunie 1941. Deși aceste afirmații vor fi dezmințite ulterior cu documente de către fostul director al serviciului, Eugen Cristescu, dar și de către cei vizați, cinci dintre aceștia, respectiv lt.-col. Constantin Ionescu Micandru, ofițer de legătură pe lângă Abwehr, mr. Emil Tulbure, șeful rezidenței SSI din Iași, ajutorul acestuia, mr. Gheorghe Balotescu, Gheorghe Cristescu, fratele lui Eugen Cristescu, dir. gen. cl I, șeful Secției a IX-a Tehnică, expert foto și dactiloscopie, și Grigore (Guță) Petrovici, subcomisar în Direcția Generală a Poliției, detașat în SSI, trei ani mai târziu, prin decizia numărul 2.628 din 26 iunie 1948 a Curții București, Secțiunea I penală (Dos. Nr. 2.946/1948), au fost condamnați la "temniță grea pe viață, 100 milioane lei amendă și degradare civică pe timp de zece ani", în cadrul procesului Pogromul de la Iași. Nu se cunoaște contextul în care lt.-col. Traian Borcescu a fost audiat de către Acuzatorul Public, dat fiindcă la data când făcea această depoziție, noile autorități comuniste nu puseseră problema unui proces al masacrelor de la sfârșitul lunii iunie 1941 din Iași, această problemă se va pune în urma unor interpelări în Parlament, fiind inclusă pe ordinea de zi a ședințelor din 27 martie și 1 aprilie 1947. În depoziția sa, Traian Borcescu afirmă:
„ [...] În ziua de 18 iunie 1941, Serviciul Special Informații a trimis un eșalon denumit Eșalonul I Operativ, care a plecat în direcția Moldovei. Acest eșalon era compus din: Eugen Cristescu, col. Lisievici Ion, lt.-col. Vasile Palius, lt.-col. Ionescu-Micandru, maiorul german Alexander von Stranschi, directorul Florin Becescu-Georgescu, colonelul Ernescu Grigore, căpitanul Rusu Victor, Ionel Stănescu fost magistrat, Gheorghe Cristescu, fratele lui Eugen Cristescu, maiorul Cuceraru din Jandarmi, Grigore Petrovici, Al. Alexandrescu, maiorul Luca, căpitanul Gămulea, avocatul Constantinescu de la C.A.M., Roșianu Teodor zis Rellu, Constantin Petrescu-Pogoneanu, ambii agenți de încredere ai lui Petrovici Grigore. În ceea ce privește masacrele de la Iași, petrecute la sfârșitul lunei iunie 1941, am următoarele cunoștiințe: [...] Se spunea că au fost executați cu această ocazie în Iași și în special în cartierele Păcurari, Sărărie, str. Lăpușneanu, Chestura de Poliție și altele, circa 20 000 (douăzeci mii) evrei. În ce privește pregătirea și regizarea masacrelor de la Iași, bănuiesc că au fost opera Eșalonului I Operativ, întrucât Eugen Cristescu, când s'a întors la București mi-a spus: "faptele mari care le-am făcut în Moldova, le-am făcut în colaborare cu Marele Cartier General, Secția II-a și anume cu colonelul Dinulescu Radu și lt.-colonelul Petrescu Gheorghe." De asemeni dela Grigore Petrovici știu că în pregătirea pogromului, a avut un mare rol Junius Lecca,. șeful rezidenței (centrul de contra informații dela Iași), care a furnizat toate informațiunile asupra focarelor și centrelor evreești din Iași, dând aceste informațiuni lui Eugen Cristescu, care împreună cu Marele Cartier General, Secția II-a și cu comandamentul german, a elaborat planurile desăvârșirii masacrului dela Iași. În ce privește prepararea masacrelor dela Iași, mai precizez că conducători ai centrului de informații din Serviciul Special Informații erau căpitanul Balotescu Gheorghe și maiorul Tulbure care aveau în solda lor legionari și care au lucrat cu toții, împreună cu Eșalonul Operativ al S.S.I.-ului la pregătirea și săvârșirea pogromului. În ce privește execuția masacrului, deși Eșalonul nu avea misiuni de execuție, totuși au luat parte la măcel următoarele echipa formate din membrii ai Eșalonului : o echipă condusă de Grigore Petrovici și căpitanul Gheorghe Balotescu, altă echipă condusă de către maiorul Tulbure, alta condusă de către Gheorghe Cristescu-Gică, fratele lui Eugen Cristescu. Eu de atâtea echipe știu, însă poate să fi fost și altele. Aceste echipe au lucrat sub conducerea directorului Florin Becescu-Georgescu. [...] Secretarul meu, Silvestru Radu-Vernescu mi-a spus că împreună cu Ionel Stănescu și Eugen Cristescu, cu câteva zile înainte de pogromul dela Iași, au fost la mareșalul Antonescu la Piatra-Neamț, și bănuiesc că, cu acea ocazie, s'a discutat și pus la cale pogromul dela Iași.”
Această declarație va fi completată cu alte două, date în 15 și 19 ianuarie 1946, în care Traian Borcescu declară că își menține afirmațiile făcute anterior. Fără alte probe suplimentare, această declarație va fi utilizată ca probă unică pentru condamnarea celor cinci cadre din conducerea Serviciului Special de Informații. (vezi Rechizitoriul Procesului Lotului Masacrelor de la Iași, SRI Records, RG 25004M, Reel 47, Dosar 108233, vol. I, p. I.) Chiar dacă o parte din cei condamnați vor reuși să-și dovedească ulterior nevinovăția în instanță, precum Constantin Ionescu Micandru(citat în ) sau Gheorghe Cristescu, sentința fiindu-le comutată în închisoare pe viață pentru "activitate intensă contra clasei muncitoare", în multe lucrări se afirmă în continuare că membri ai Serviciului Special de Informații ar fi fost principalii instigatori și organizatori ai Pogromului de la Iași. Aceste aspecte au ieșit la iveală abia în anul 1956, când problema a fost reluată de organele Securității.

## Scrieri publicate
Traian Borcescu : În fața mareșalului Ion Antonescu: 28 august 1944 , în „Magazin istoric”, s.n., septembrie 1994, p. 14-15;

## Decorații
- Ordinul „Steaua României” în gradul de cavaler (8 iunie 1940)[13]